# 趙章平 (將軍)
趙章平，中共政治人物、中國人民解放軍少將。
曾任新疆軍區政治工作部保衞處處長、湖北省軍區副政治委員、乌鲁木齐市人民代表大会代表、乌鲁木齐市委常委、警备区政委。